# Welgelegen-Rosarium

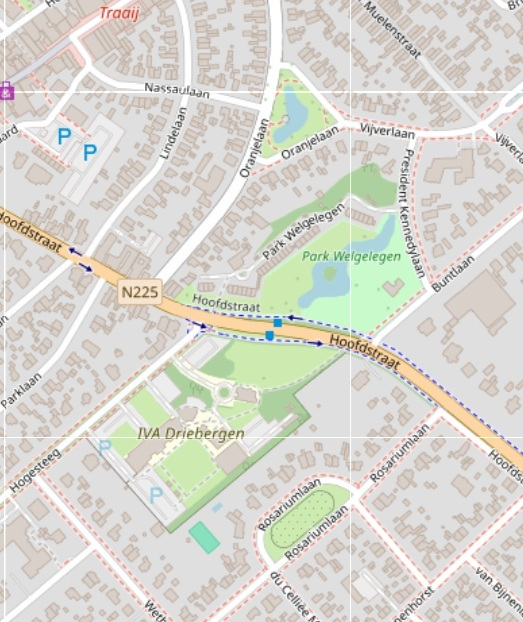
ligging Welgelegen-Rosarium

Welgelegen-Rosarium is een wijk in de Utrechtse plaats Driebergen-Rijsenburg in de gemeente Utrechtse Heuvelrug.De wijk wordt aan de noordzijde begrensd door de Vijverlaan en aan de oostzijde door de Hoofdstraat. Aan de westzijde lopen de Buntlaan/Dennenlaan, aan de zuidzijde ligt de weg langs Park Welgelegen met aansluitend de Welgelegenlaan. De wijk telt ongeveer 3000 inwoners. 
De naam verwijst naar het voormalige landgoed Welgelegen, dat tijdens de Tweede Wereldoorlog werd gebombardeerd. Op die plek verrees in 1954 Park Welgelegen met woningen in de stijl van de Delftse School. 
Het rosarium bevindt zich  in de nabijgelegen Tuinwijk Sterrebosch en werd in 1936 aangelegd in het kader van een werkverschaffingsproject. Het vormde een onderdeel van de groene gordel rondom Driebergen. De landelijke vereniging van rozenliefhebbers ‘’Nos Jungunt Rosae’’ liet de rozentuin aanleggen met een permanente rozenshow. De formele rozentuin vormde een centraal ontmoetingspunt en een demonstratietuin voor bijzondere rozenrassen.  De vereniging deed dat op meer plaatsen. Voorzitter van deze vereniging was de toenmalige burgemeester van Driebergen, jhr. P.P. de Beaufort. 
In 1987 vond een eerste renovatie van de parktuin plaats. Na een tweede renovatie werd het rosarium in 2024 heropend.